# Redlino
Redlino [rɛˈdlinɔ] (trước đây là Redlin của Đức) là một ngôi làng thuộc khu hành chính của Gmina Białogard, thuộc quận Białogard, West Pomeranian Voivodeship, ở phía tây bắc Ba Lan. Nó nằm khoảng 7 kilômét (4 mi) về phía tây bắc của Białogard và 110 km (68 mi) về phía đông bắc của thủ đô khu vực Szczecin.
Trước năm 1945, khu vực này là một phần của Đức. Đối với lịch sử của khu vực, xem Lịch sử của Pomerania.
Di tích và địa điểm yêu thích:
Xây dựng nhà ở xây dựng khóa (trang trại số 7, số 8), xây dựng chăn nuôi (bao vây 19), xây dựng chuồng gỗ đóng khung số 1786 năm - là lâu đời nhất trong tòa nhà trang trại của huyện.
Nghĩa trang Tin Lành khép kín với diện tích 0,90 ha bố trí không gian lịch sử, đại lộ 36 tháng 7 nhỏ theo chu vi. 108 – 238 cm là di sản thiên nhiên, cis- in cọc mọc cây thường xuân, hoa huệ, thung lũng, cây tuyết.